# Ambassade de Guinée en Guinée-Bissau
L'ambassade de Guinée en Guinée-Bissau est la mission diplomatique officielle de la république de Guinée en République de Guinée-Bissau, située à Bissau.

## Liste des ambassadeurs
| N° | Nom et prénoms                     | titre de fonction   | Début          | Fin            |
| -- | ---------------------------------- | ------------------- | -------------- | -------------- |
| 01 | Ousmane Camara                     | ambassadeur         |                | 4 février 2022 |
| 02 | Ismael Condé                       | Chargé des affaires | 9 février 2022 | 9 août 2023    |
| 03 | Général de 2è section Edouard Théa | ambassadeur         | 9 août 2023    | En cours       |

## Voir également
- Liste des missions diplomatiques de la Guinée

## Liens
- https://www.embassypages.com/guinee-ambassade-bissau-guinee-bissau